# Cintya Oliveira
Cintya da Silva Oliveira (Toledo, 2 de março de 2001) é uma jogadora paralímpica de badminton brasileira. É dona da primeira medalha em mundiais da modalidade.

## Biografia
Sofreu um acidente de ônibus em 2009, quando amputou o braço esquerdo acima do cotovelo. Começou a praticar esporte para reabilitar-se. Iniciou na natação, mas foi apresentada ao badminton através de um professor.
Em 2015, com 14 anos, conquistou a primeira medalha do Brasil em Campeonato Mundial. Ela faturou uma medalha de bronze na chave de simples na competição realizada em Stoke Mandeville, na Inglaterra. Na época, a modalidade não fazia parte do programa dos Jogos Paralímpicos.
Disputou o Campeonato Pan-Americano de 2018, em Lima, no Peru, onde foi medalha de ouro.